# Wolfgang Schwentker
Wolfgang Schwentker (* 13. August 1953 in Oberhausen) ist ein deutscher Historiker und Professor em. an der Universität Osaka. Am dortigen Institut für vergleichende Zivilisationsforschung lehrte er von 2002 bis 2019 Kultur- und Ideengeschichte. Zu seinen Forschungsgebieten gehören die Geschichte Japans, die kulturellen Kontakte von Japan und Europa (speziell Deutschland) und das Werk Max Webers.
Schwentker studierte ab 1973 Geschichte, Germanistik und Philosophie an der Universität Düsseldorf und an der Universität Bonn. Nach dem Examen 1979 war er Mitarbeiter der Max-Weber-Gesamtausgabe am Historischen Seminar der Universität Düsseldorf. 1985 war er kurzzeitig Mitarbeiter des Deutschen Historischen Instituts London. 1986 wurde er an der Universität Düsseldorf mit einer Dissertation über den deutschen Konservativismus in der Revolution 1848/49 promoviert. Von 1986 bis 1996 arbeitete er als Wissenschaftlicher Assistent am Seminar für Neuere Geschichte in Düsseldorf. Von 1989 bis 1991 war er Gastwissenschaftler der Rikkyō-Universität in Tōkyō und 1991/92 Visiting Research Fellow am St Antony’s College, Oxford. 1996 habilitierte er sich an der Universität Düsseldorf mit der Schrift Max Weber in Japan. Danach lehrte er als Gastprofessor an der Fern-Universität Hagen und an den Universitäten in Essen, Bielefeld und Prag. Er war zudem Gastforscher an der Universität Wien (2002) und am Kulturwissenschaftlichen Kolleg der Universität Konstanz (2009/2010) sowie Gastprofessor an der Universität Regensburg (2018).
Seit 2012 gibt Schwentker mit Jörg Fisch und Wilfried Nippel die Neue Fischer Weltgeschichte heraus und gehört dem Beirat der Reihe Japan in Ostasien an.

## Schriften
- Konservative Vereine und Revolution in Preußen 1848/49. Die Konstituierung des Konservativismus als Partei. Droste, Düsseldorf 1988, ISBN 3-7700-5147-5 (Zugleich: Düsseldorf, Universität, Dissertation, 1985/1986).
- Max Weber in Japan. Eine Untersuchung zur Wirkungsgeschichte 1905–1995. J. C. B. Mohr (Paul Siebeck), Tübingen 1998, ISBN 3-16-146806-6 (Zugleich: Düsseldorf, Universität, Habilitations-Schrift, 1996; in japanischer Sprache: マックス· ウェーバーの日本. 受容史の研究 1905–1995. みすず書房, 東京 文京区 2013, ISBN 978-4-622-07709-1).
- Die Samurai (= Beck'sche Reihe. 2188 C. H. Beck Wissen). Beck, München 2003, ISBN 3-406-47988-X (4., durchgesehene Auflage 2019, ISBN 978-3-406-73852-4; in spanischer Sprache: Los samuráis (= El libro de bolsillo. 4244, Humanidades. Historia). Alianza Editorial, Madrid 2006, ISBN 84-206-6000-0); in italienischer Sprache: I samurai. Il Mulino, Bologna 2022, ISBN 978-88-15-29536-1).
- als Bearbeiter von: Max Weber: Zur Neuordnung Deutschlands. Schriften und Reden. 1918–1920 (= Max Weber: Gesamtausgabe. Abt. 1: Schriften und Reden. Bd. 16). J.C.B. Mohr (Paul Siebeck), Tübingen 1988, ISBN 3-16-845053-7.
- als Herausgeber mit Wolfgang J. Mommsen: Max Weber und seine Zeitgenossen (= Veröffentlichungen des Deutschen Historischen Instituts London. Bd. 21). Vandenhoeck & Ruprecht, Göttingen u. a. 1988, ISBN 3-525-36306-0.
- als Herausgeber mit Wolfgang J. Mommsen: Max Weber und das moderne Japan. Vandenhoeck & Ruprecht, Göttingen 1999, ISBN 3-525-36241-2.
- als Herausgeber mit Peter Feldbauer und Michael Mitterauer: Die „vormoderne“ Stadt. Asien und Europa im Vergleich (= Querschnitte. 10). Verlag für Geschichte und Politik u. a., Wien 2002, ISBN 3-7028-0393-9.
- als Herausgeber mit Christoph Cornelißen und Lutz Klinkhammer: Erinnerungskulturen. Deutschland, Italien und Japan seit 1945 (= Fischer. 15219, Die Zeit des Nationalsozialismus.). Fischer-Taschenbuch-Verlag, Frankfurt am Main 2003, ISBN 3-596-15219-4 (2. Auflage. ebenda 2004, ISBN 3-596-15219-4).
- als Herausgeber mit Margarete Grandner und Dietmar Rothermund: Globalisierung und Globalgeschichte (= Globalgeschichte und Entwicklungspolitik. 1). Mandelbaum, Wien 2005, ISBN 3-85476-175-9.
- als Herausgeber: Megastädte im 20. Jahrhundert. Vandenhoeck & Ruprecht, Göttingen 2006, ISBN 3-525-36296-X (2. Auflage. ebenda 2009, ISBN 978-3-525-36296-9).
- als Herausgeber mit Sven Saaler: The Power of Memory in Modern Japan. Global Oriental, Folkestone 2008, ISBN 978-1-905246-38-0.
- als Herausgeber mit Hiroyuki Kimura: Tokuzō Fukuda, Briefe an Lujo Brentano, 1898–1930. Iudicium, München 2009, ISBN 978-3-89129-916-6.
- als Herausgeber mit Ken'ichi Mishima (in Zusammenarbeit mit Manfred Hubricht, Tadashi Suzuki, Kuniyuki Terada und Robin Weichert): Geschichtsdenken im modernen Japan. Eine kommentierte Quellensammlung. Iudicium, München 2015, ISBN 978-3-86205-044-4.
- als Herausgeber mit Verena Blechinger-Talcott und David Chiavacci: Japan. Ein Land im Umbruch. Bebra Verlag, Berlin 2022, ISBN 978-3-89809-208-1
- Geschichte Japans. Beck, München 2022, ISBN 978-3-406-75159-2.